# José Manuel Abascal
Pour les articles homonymes, voir Abascal.
José Manuel Abascal, né le 17 mars 1958 à Alceda (Corvera de Toranzo), est un ancien athlète espagnol, évoluant principalement sur 1 500 m. Il a été médaillé de bronze aux Jeux olympiques d'été de 1984.
Il obtient un titre international dès la catégorie juniors, soit celui de champion d'Europe du 1500 mètres juniors à Donetsk en août 1977 en devançant les Allemands de l'Est Schilbauer et Kunze [1].

## Palmarès

### Jeux olympiques
- 1984 à Los Angeles ( États-Unis)
  -  Médaille de bronze sur 1 500 m

### Championnats du monde d'athlétisme
- 1983 à Helsinki ( Finlande)
  - 5e sur 1 500 m

### Championnats du monde d'athlétisme en salle
- 1987 à Indianapolis ( États-Unis)
  -  Médaille d'argent sur 1 500 m

### Championnats d'Europe d'athlétisme
- 1982 à Athènes ( Grèce)
  -  Médaille de bronze sur 1 500 m

### Championnats d'Europe d'athlétisme en salle
- 1978 à Milan ( Italie)
  - 4e sur 1 500 m
- 1980 à Sindelfingen ( Allemagne de l'Ouest)
  - 8e sur 1 500 m
- 1981 à Grenoble ( France)
  - 5e sur 1 500 m
- 1982 à Milan ( Italie)
  -  Médaille d'argent sur 1 500 m
- 1983 à Budapest ( Hongrie)
  -  Médaille d'argent sur 1 500 m
- 1984 à Göteborg ( Suède)
  - non partant en finale du 1 500 m

### Records
| Épreuve      | Temps          | Lieu      | Date           |
| ------------ | -------------- | --------- | -------------- |
| 1 500 mètres | 3 min 31 s 13  | Barcelone | 16 août 1986   |
| 5 000 mètres | 13 min 12 s 49 | Oslo      | 4 juillet 1987 |